# Acates
Acates (en grec antic Ἀχάτης), va ser, segons la mitologia romana, un troià amic fidel d'Eneas, al que Virgili dona un paper a l'Eneida.
Acompanyà Eneas en els seus viatges fins a Itàlia. Virgili sempre l'anomena "amic fidel", fent referència a una de les virtuts romanes la Fides, la confiança, que es basa en l'acompliment de la paraula donada.
Acates, segons una tradició, va ser també qui va matar Protesilau, el primer grec que va desembarcar a la Tròade a l'inici de la guerra de Troia.